# Cavalera Conspiracy
Cavalera Conspiracy je americká heavy metalová skupina založená brazilskými bratry Maxem Cavalerou (zpěv, kytara) a Igorem Cavalerou (bicí), v roce 2007 vystupovali s americkým hudebníkem Marcem Rizzem (kytara) a Tonym Camposem (baskytara). Kapela se původně zformovala v roce 2007 pod názvem Inflicted, ale z právních důvodů změnila své jméno. Vznik kapely znamenal konec sporů mezi bratry Cavalerovými, kteří v 80. letech založili Sepulturu. Max poté založil Soulfly, zatímco Igor hrál dále v Sepultuře až do svého odchodu v lednu 2006.
V červnu 2006 Max měl neočekávaný telefonní hovor od svého bratra a na konci rozhovoru pozval Igora do Phoenixu v Arizoně, aby vystoupil se Soulfly. S Igorem na koncertě odehráli dvě písně Sepultury. Po koncertě navrhl Max Igorovi nový projekt a Igor souhlasil. Jako zbytek kapely Max vybral kytaristu Soulfly Marca Rizza a frontmana kapely Gojira Joa Duplantiera na pozici baskytaristy. Kapela poté v červnu 2007 natočila ve studiu Undercity v Los Angeles s koproducentem Loganem Maderem své debutové album Inficted, které 25. března 2008 vyšlo ve vydavatelství Roadrunner Records.

## Diskografie
- Inflikted (2008)
- Blunt Force Trauma (2011)
- Pandemonium (2014)
- Psychosis (2017)
- Morbid Visions (2023)

## Členové

### Současní
- Max Cavalera – Zpěv, rytmická kytara (2007–?)
- Igor Cavalera – bicí, perkuse (2007–?)
- Marc Rizzo – Sólová kytara, doprovodné vokály (2007–?), rytmická kytara (2007–2008)

### Bývalí
- Joe Duplantier – bass, rytmická kytara, zpěv (2007–2008)
- Johny Chow – bass (2008–2012)
- Nate Newton – bass, zpěv (2013–2015)